# Disney Dreamlight Valley
Disney Dreamlight Valley est un jeu vidéo édité par Gameloft et développé par le studio interne Gameloft Montréal. Il est sorti en accès anticipé le 6 septembre 2022, tandis que le jeu complet est disponible le 5 décembre 2023 sur Windows et sur les consoles PlayStation 4, PlayStation 5, Nintendo Switch, Xbox One et Xbox Series,.

## Système de jeu
Disney Dreamlight Valley se déroule dans une vallée magique composé de différents biomes peuplés par des personnages issus des univers Disney et Pixar. Le système de jeu est non-linéaire et similaire à Animal Crossing : New Horizons. Les joueurs y incarnent un personnage humain personnalisable gérant la vallée à travers diverses tâches comme la culture, la pêche, la cueillette, le minage, la cuisine, la décoration et les différentes quêtes. La vallée est synchronisée au temps réel selon l'heure de la console ou de l'ordinateur sur lequel le jeu est exécuté.
Au fil de sa partie, les joueurs débloquent de nouveaux biomes et de nouveaux personnages. Chaque biome possède ses propres ressources et sont indispensables pour débloquer certains personnages.
Une partie des personnages est déblocable à travers les "Royaumes", des biomes représentant de manière simplifiée les univers de ces personnages. C'est le cas pour Le Roi Lion (Nala et Simba), Ratatouille (Rémi) ou encore La Belle et la Bête. Contrairement aux biomes classiques, le joueur ne peut pas les décorer.

## Développement
Le 27 avril 2022, Gameloft a annoncé son nouveau jeu Disney après Disney Magic Kingdoms et Disney Speedstorm. Celui-ci s'inspire de jeux de simulation de vie comme Animal Crossing ou Les Sims et est baptisé Disney Dreamlight Valley. Il plongera les joueurs dans une « expérience d’aventure hybride de simulation de vie »,,.
Le 6 septembre 2022 une première version en accès anticipé est accessible via trois pack différents : Disney Dreamlight Valley, Disney Dreamlight Valley — Édition de luxe et Disney Dreamlight Valley — Édition Ultime, chacune avec des bonus propres,. Le jeu étant en cours de développement la version et le game-play de ces pack pourront être amener à changer sensiblement.
Lors de la sortie du jeu en version anticipé le 6 septembre 2022, le jeu est le plus téléchargé de la plateforme Steam.

### Des mises à jour régulières
Le jeu bénéficie de plusieurs mises à jour gratuites qui ajoutent du contenu inédit, comme de nouveaux personnages, avec des quêtes, meubles, vêtements ou encore des nouveautés en terme de gameplay et des corrections de bugs.
Ces mises à jour s'accompagnent d'un événement appelé "la Voie des étoiles", durant lequel les joueurs doivent accomplir des quêtes pour obtenir des jetons spéciaux. Ces jetons permettent ensuite de débloquer des récompenses exclusives à l'événement : mobilier, tenues, motifs, apparences de personnages... et bien plus encore.
| Nom de la mise à jour              | Dates de sortie   | Personnages ajoutés | Nom de la voie des étoiles        |
| 2022                               | 2022              | 2022 | 2022                              |
| ---------------------------------- | ----------------- | --- | --------------------------------- |
| Sortie du jeu                      | 06 septembre 2022 | - Merlin (Merlin l'Enchanteur) - Mickey Mouse (Mickey & ses amis) - Dingo (Mickey & ses amis) - Picsou (Mickey & ses amis) - Donald Duck (Mickey & ses amis) - Wall-E (Wall-E) - Vaiana (Vaiana) - Maui (Vaiana) - Rémy (Ratatouille) - Anna (La Reine des Neiges) - Elsa (La Reine des Neiges) - Kristoff (La Reine des Neiges) - Ursula (La Petite Sirène) - Ariel (La Petite Sirène) - Prince Éric (La Petite Sirène) - Mère Gothel (Raiponce) | Pixar Fest                        |
| Le royaume de Scar                 | 19 octobre 2022   | - Scar (Le Roi lion) | Les Méchants                      |
| Missions dans l'espace inconnu     | 06 décembre 2022  | - Buzz l'Éclair (Toy's story) - Woody (Toy's story) - Stitch (Lilo et Stitch) | Festivités                        |
| 2023                               |                   | |                                   |
| Le Festival de l'Amitié            | 16 février 2023   | - Olaf (La Reine des neiges) - Mirabel (Encanto) | Célébration des 100 ans de Disney |
| La Fierté de la Vallée             | 05 avril 2023     | - Simba (Le Roi lion) - Nala (Le Roi lion) | Les Parcs Disney                  |
| The Remembering                    | 07 juin 2023      | - Marraine la Fée (Cendrillon) | Wonder of Pixar                   |
| Aventure Enchantée                 | 13 septembre 2023 | - Belle (La Belle et la Bête) - la Bête (La Belle et la Bête) | Les Vacances Hantées              |
| Le Retour du Roi Citrouille        | 05 décembre 2023  | - Jack Skellington (L'Étrange Noël de Monsieur Jack) | Royal de l'Hiver                  |
| DLC : Rift in time - Acte 1        | 05 décembre 2023  | - Ève (Wall-e) - Gaston (La Belle et la Bête) - Raiponce (Raiponce) | /                                 |
| 2024                               |                   | |                                   |
| Le Niveau Blagueurs                | 28 février 2024   | - Bob Razowski (Monstres et compagnie) - Sully (Monstres et compagnie) | Gentils Monstres                  |
| Un jour à Disney                   | 1er mai 2024      | - Daisy (Mickey et ses amis) | Un jour à Disney                  |
| DLC : Rift in time - Acte 2        | 1er mai 2024      | - Oswald (Oswald le lapin chanceux) | /                                 |
| Le dragon porte-bonheur            | 26 juin 2024      | - Mulan (Mulan) - Mushu (Mulan) | Majesté et Magnolias              |
| Les joies du raffinement           | 21 août 2024      | - Tiana (La Princesse et la grenouille) | Les joies du raffinement          |
| DLC : Rift in time - Acte 3        | 21 août 2024      | - Jafar (Aladdin) | /                                 |
| Escapade dans la jungle            | 9 octobre 2024    | - Timon (Le Roi lion) - Pumba (Le Roi lion) | Le Spectacle Nocturne             |
| DLC : Storybook Vale - Acte 1      | 20 novembre 2024  | - Flynn (Raiponce) - Hadès (Hercule) - Mérida (Rebelle) | /                                 |
| Charmante sous toutes les coutures | 4 décembre 2024   | - Sally (L'Étrange Noël de Monsieur Jack) | Froid et fées                     |
| 2025                               |                   | |                                   |
| Histoires d'Agrabah                | 26 février 2025   | - Aladdin (Aladdin) - Jasmine (Aladdin) | Retraite dans l'oasis             |
| Fantaisie du pays des merveilles   | 23 avril 2025     | - Alice (Alice au pays des merveilles) - le Chat de Cheshire (Alice au pays des merveilles) | Jardin fantastique                |

## Extensions
Depuis sa sortie officielle, le jeu s'est doté de deux extensions : A Rift in Time (sorti dès la fin de l'accès anticipé) et Storybook Vale. Les extensions ajoutent au jeu des vallées de différents biomes et leurs ressources propres, des personnages, des mobiliers, des outils et des quêtes supplémentaires.

### A Rift in Time
Sortie le 5 décembre 2023, cette extension fait découvrir aux joueurs l'Île de L’Éternité. Elle est divisée en 3 biomes : Le Port antique (inspiré par Atlantide : L'Empire Perdu), Les Dunes scintillantes (inspirées par Aladdin) et les Méandres sauvages (en partie inspirées par Tarzan).
Les joueurs sont contactés par Jafar pour réparer les dégâts qu'il a causés en endommageant le continuum espace-temps. Pour accomplir cette quête, un nouvel outil royal est ajouté : le sablier royal. Celui-ci permet de récupérer des objets perdus dans le continuum espace-temps. En plus de Jafar, l'Île de l’Éternité abrite également Raiponce, E.V.E (Wall-E) et Gaston (La Belle et la Bête). Lors du deuxième acte, Oswald est ajouté. Enfin, le troisième acte permet au joueur de débloquer le personnage de Jafar (Aladdin).

### Storybook Vale
Sortie le 20 novembre 2024, cette extension fait découvrir aux joueurs le Vallon des Contes. Il est divisé en 3 biomes : La Reliure, Le Comté des Contes (inspiré entre autres par Alice aux Pays des Merveilles et La Belle au Bois Dormant) et Mythopie (inspiré par Hercule).
Les joueurs y retrouvent Mérida (Rebelle) encerclée par des "barbouilles", des gouttes d'encre répandue dans le Vallon. Un conflit a éclaté entre Maléfique et Hadès, leurs colères respectives a déchiré le Vallon. Pour résoudre le conflit et ce qu'il a engendré, un outil royal est découvert : Le filet royal. Celui-ci permet d'attraper des "Anigamis", des origamis animés. En plus des personnages mentionnés, le Vallon des Contes abrite également Flynn Rider (Raiponce) ainsi qu'un personnage inédit : La Codicole, un livre doté de paroles et contenant toutes les histoires.